# Dagno Siaka
Dagno Siaka (Abidjan, 1º novembre 1987) è un allenatore di calcio ed ex calciatore ivoriano, di ruolo attaccante.

## Carriera

### Giocatore
Inizia la carriera in patria nel Séwé Sports; nel 2008 si trasferisce in Thailandia, al Muangthong Utd. Con il club thailandese nel 2010 segna 2 gol in 4 partite in AFC Cup, mentre nel 2011 disputa una partita nei turni preliminari di AFC Champions League e successivamente 9 partite in AFC Cup, competizione in cui realizza anche una rete. Nel 2013 gioca invece 5 partite in AFC Champions League, segnandovi una rete; nel medesimo anno segna anche 11 reti in 29 presenze nella Thai Premier League, campionato in cui l'anno successivo gioca 10 partite senza mai segnare. Milita nella massima serie thailandese anche nel 2015, questa volta col Police United, con cui mette a segno un gol in 9 partite disputate. Nel 2016 si accasa al Khon Kaen Utd, club neopromosso nella prima divisione thailandese.

### Allenatore
Ha lavorato in Thailandia prima come allenatore della squadra riserve del Muangthong United e poi come vice allenatore all'Udon Thani ed allo stesso Muangthong United.

## Palmarès

### Club

#### Competizioni nazionali
- Thai Premier League: 3

Muangthong United: 2009, 2010, 2012